# Klegod
Klegod ist eine kleine Ortschaft auf dem Holmsland Klit an der Westküste der dänischen Halbinsel Jütland, in der Nähe von Søndervig innerhalb der Ringkøbing-Skjern Kommune in der Region Midtjylland. Der Ort ist bekannt für seine Lage zwischen der Nordsee und dem Ringkøbing Fjord, was ihn zu einem Ziel für Touristen macht.

## Geschichte
Der Name Klegod wird erstmals um 1600 als Klegoy oder Klægøj erwähnt. Der Name stammt von einer zerklüfteten Landzunge.
Vor der Kommunalreform 2007 war der Ort Bestandteil der Holmsland Kommune, die mit den Kommunen Ringkøbing, Skjern, Videbæk und Egvad zur Ringkøbing-Skjern Kommune zusammengeschlossen worden ist.
Die Geschichte Klegods ist eng mit der Fischerei und der Landwirtschaft der Region verbunden. Über die Jahrhunderte hat sich die Gemeinde zu einem beliebten Ziel für Natur- und Erholungssuchende entwickelt.

## Geographie
Klegod liegt eingebettet zwischen dem Ringkøbing Fjord und der Nordsee, charakterisiert durch eine Dünenlandschaft, Heidegebiete und die für diese Region typischen Feuchtgebiete. Die Strände bieten Bedingungen für Spaziergänge und Wassersportaktivitäten.
Die lokale Wirtschaft basiert hauptsächlich auf Tourismus, wobei Ferienhausvermietungen eine zentrale Rolle spielen. Zusätzlich gibt es eine kleine Anzahl von landwirtschaftlichen Betrieben, die die traditionellen Erwerbszweige der Region widerspiegeln. Die Infrastruktur bietet eine gute Anbindung an die nahegelegenen Orte Søndervig, Ringkøbing und Hvide Sande.
Klegod liegt an der Primærrute 181.

## Kultur und Sehenswürdigkeiten
Zu den Hauptattraktionen in Klegod zählen die Natur, die ausgedehnten Strände und die Möglichkeit zur Vogelbeobachtung in den nahegelegenen Schutzgebieten. Die Region bietet zudem gute Bedingungen für Outdoor-Aktivitäten wie Wandern, Radfahren und verschiedene Wassersportarten.
Etwa sechs Kilometer südlich liegt bei Nørre Lyngvig der Leuchtturm Lyngvig Fyr. Er gehört mit einer Höhe von 38 m und einer Feuerhöhe von 53 m zu den höchsten Leuchttürmen Dänemarks. Der Leuchtturm wurde 1965 automatisiert.
Weiter in südlicher Richtung befindet sich das Museum Abelines Gaard. Das regionaltypische Gehöft aus dem Jahre 1854 vermittelt einen Eindruck von den Lebensumständen auf der Nehrung in früheren Zeiten.